# N-甲基-2,4,5-三甲氧基安非他命
N-甲基-2,4,5-三甲氧基苯丙胺（N-Me-TMA-2）是一种苯乙胺、苯丙胺及DOx类药物，化学式为C13H21NO3。它最早在1984年于学术文献中被报道，并于1991年在亚历山大·舒尔金的著作《PiHKAL》中被记载。